# Buggenhout
Buggenhout is een plaats en gemeente in de Belgische provincie Oost-Vlaanderen. De gemeente telt ruim 15.000 inwoners, die Buggenhoutenaars worden genoemd.

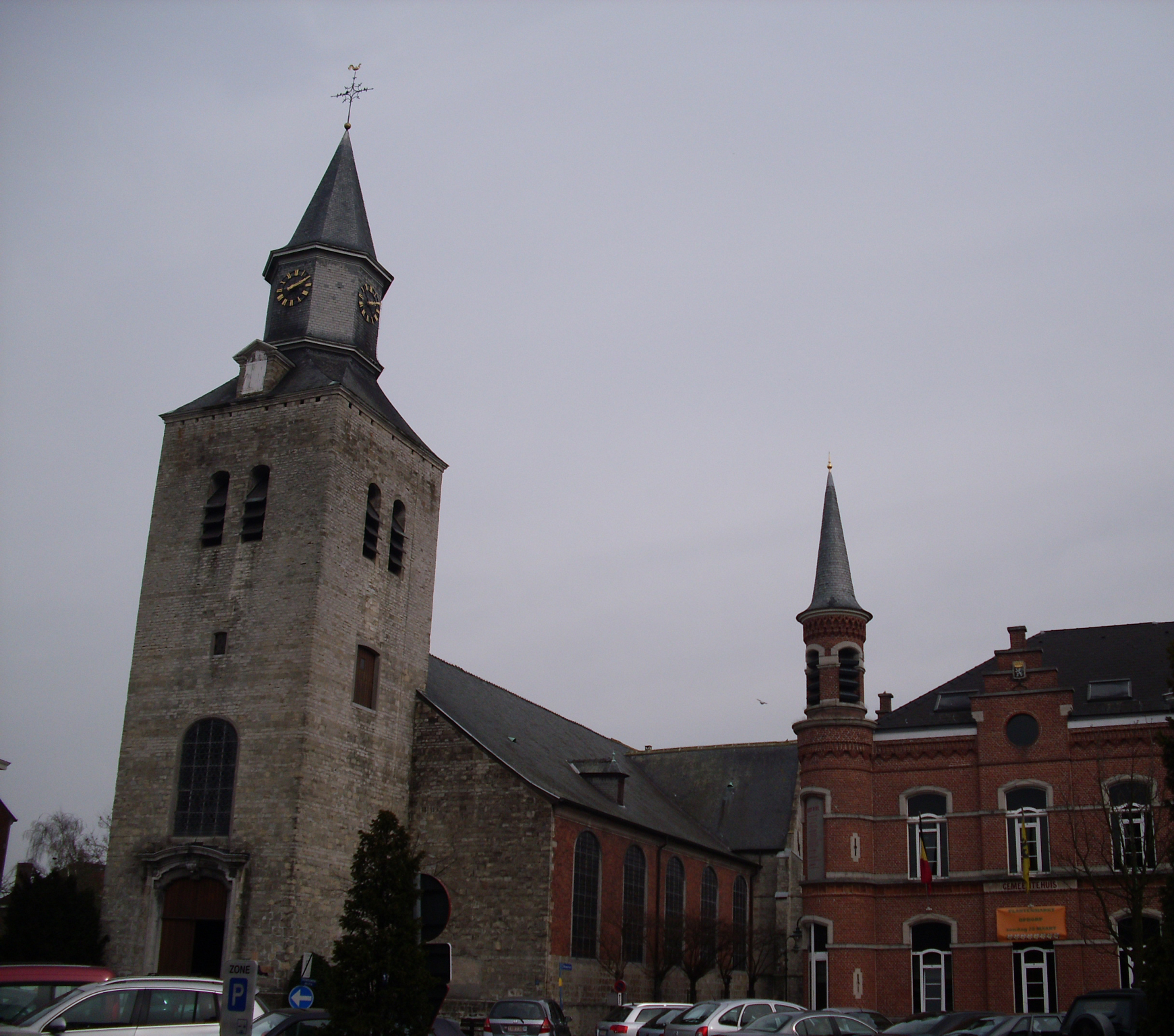
Kerk en gemeentehuis

## Geografie
- De gemeente is bekend om het Buggenhout-bos (een 190 hectare groot staatsbos met de boskapel) en het geografisch middelpunt van Vlaanderen, nabij het drieprovinciënpunt - het raakpunt tussen Oost-Vlaanderen, Antwerpen en Vlaams-Brabant.
- Buggenhout wordt bij de Denderstreek en het Land van Dendermonde gerekend. Buggenhout maakt deel uit van nationaal park Scheldevallei. Buggenhout en Lebbeke vormen één politiezone.
- Buggenhout behoort ook tot de eengemaakte Rooms-katholieke Mariaparochie samen met Lebbeke.
- Buggenhout heeft een station dat gelegen is aan de spoorlijn Gent - Dendermonde - Mechelen.
- In Buggenhout is zeer veel lintbebouwing te vinden.

## Geschiedenis
Buggenhout werd voor het eerst vermeld in 1125, als Buckenholt, verwijzend naar het uitgestrekte beukenbos dat toen hier nog aanwezig was.
Buggenhout lag van de Karolingische tijd tot de 11e eeuw in de Brabantgouw. Het maakte deel uit van het Hertogdom Brabant en ook de heren van Grimbergen hadden er rechten. Daarnaast was er bemoeienis van de Abdij van Affligem. Dit alles leidde er toe dat het Buggenhoutbos tot het kroondomein ging behoren en dat de heerlijkheid werd gesplitst in Buggenhout-Bournonville (ongeveer overeenkomend met de huidige dorpskom), waar het geslacht Bournonville tot 1765 heerste, en Buggenhout-Grimbergen, dat onder meer de huidige kernen Opstal en Briel omvatte. Dit maakte deel uit van Brabant en werd bestuurd door de heren van Grimbergen.
De Fransen deelden Buggenhout in 1796 in bij het Scheldedepartement, dat in 1815 werd omgevormd tot provincie Oost-Vlaanderen. Op deze wijze werd Buggenhout niet bij de provincie Brabant, maar bij de provincie Oost-Vlaanderen gevoegd.

## Kernen

### Deelgemeenten
| # | Naam       | Opp. (km²) | Inwoners (2020) | Inwoners per km² | NIS-code         |
| - | ---------- | ---------- | --------------- | ---------------- | ---------------- |
| 1 | Buggenhout | 20,58      | 12.419          | 603              | 42004A0-A1-A3-A4 |
| 2 | Opdorp     | 5,05       | 2.237           | 443              | 42004A2          |

### Overige kernen
- Briel
- Opstal

### Wijken
- Jules Andriespark
- Koude Haard
- Mosten
- Ouden Briel
- Hoge Linde
- Heuvel

## Bezienswaardigheden
- De Brielkapel in het gehucht Briel.
- De Boskapel
- De Sint-Niklaaskerk
- Het Klooster van de zusters van Sint-Vincentius a Paulo
- De Weiveldmolen, een windmolenrestant aan het Weiveld
- Het Kasteel Genthof aan de Mandekensstraat
- Het Landhuis Verhavert Stede aan de Maricolenweg
- De halte Buggenhout a/d Schelde langs de spoorlijn van de Stoomtrein Dendermonde-Puurs
- De Patattenmolen in de Krapstraat te Opstal

## Natuur en landschap
Buggenhout ligt op een hoogte van 6-29 meter. Een belangrijk natuurgebied is het Buggenhoutbos.

## Demografie

### Demografische ontwikkeling voor de fusie
- Bronnen:NIS, Opm:1831 tot en met 1961=volkstellingen

### Demografische ontwikkeling na de fusie
Alle historische gegevens hebben betrekking op de huidige gemeente, inclusief deelgemeenten, zoals ontstaan na de fusie van 1 januari 1965.
- Bronnen:NIS, Opm:1831 tot en met 1981=volkstellingen; 1990 en later= inwonertal op 1 januari

| Inwoners van jaar tot jaar op 1 januari 1992 tot heden | Inwoners van jaar tot jaar op 1 januari 1992 tot heden | Inwoners van jaar tot jaar op 1 januari 1992 tot heden |
| jaar                                                   | Aantal                                                 | Evolutie: 1992=index 100                               |
| ------------------------------------------------------ | ------------------------------------------------------ | ------------------------------------------------------ |
| 1992                                                   | 13.478                                                 | 100,0                                                  |
| 1993                                                   | 13.517                                                 | 100,3                                                  |
| 1994                                                   | 13.545                                                 | 100,5                                                  |
| 1995                                                   | 13.637                                                 | 101,2                                                  |
| 1996                                                   | 13.680                                                 | 101,5                                                  |
| 1997                                                   | 13.702                                                 | 101,7                                                  |
| 1998                                                   | 13.738                                                 | 101,9                                                  |
| 1999                                                   | 13.718                                                 | 101,8                                                  |
| 2000                                                   | 13.752                                                 | 102,0                                                  |
| 2001                                                   | 13.652                                                 | 101,3                                                  |
| 2002                                                   | 13.758                                                 | 102,1                                                  |
| 2003                                                   | 13.676                                                 | 101,5                                                  |
| 2004                                                   | 13.707                                                 | 101,7                                                  |
| 2005                                                   | 13.748                                                 | 102,0                                                  |
| 2006                                                   | 13.840                                                 | 102,7                                                  |
| 2007                                                   | 13.890                                                 | 103,1                                                  |
| 2008                                                   | 13.977                                                 | 103,7                                                  |
| 2009                                                   | 14.036                                                 | 104,1                                                  |
| 2010                                                   | 14.081                                                 | 104,5                                                  |
| 2011                                                   | 14.167                                                 | 105,1                                                  |
| 2012                                                   | 14.237                                                 | 105,6                                                  |
| 2013                                                   | 14.322                                                 | 106,3                                                  |
| 2014                                                   | 14.389                                                 | 106,8                                                  |
| 2015                                                   | 14.508                                                 | 107,6                                                  |
| 2016                                                   | 14.469                                                 | 107,4                                                  |
| 2017                                                   | 14.533                                                 | 107,8                                                  |
| 2018                                                   | 14.475                                                 | 107,4                                                  |
| 2019                                                   | 14.517                                                 | 107,7                                                  |
| 2020                                                   | 14.662                                                 | 108,8                                                  |
| 2021                                                   | 14.689                                                 | 109,0                                                  |
| 2022                                                   | 14.748                                                 | 109,4                                                  |
| 2023                                                   | 14.887                                                 | 110,5                                                  |
| 2024                                                   | 14.957                                                 | 111,0                                                  |
| 2025                                                   | 15.097                                                 | 111,9                                                  |

## Sport
In Buggenhout spelen de voetbalclubs Rangers Opdorp en Eendracht Buggenhout. De laatste ontstond in 2013 uit een fusie tussen Sparta Buggenhout en Eendracht Opstal.
Andere sporten die in Buggenhout worden beoefend zijn onder meer turnen en freerunning bij turnclub Nut & Vermaak Buggenhout, krachtbal bij 't Klaverken Buggenhout, lacrosse bij de Buggenhout Brewers en judo bij judoschool Ippon Buggenhout.
Jaarlijks vindt de Bosmarathon plaats om en door het Buggenhoutbos. De opbrengst van de wedstrijd gaat naar enkele lokale vzw's die mensen ondersteunen met beperkingen, alleenstaanden en zieken.

## Wetenswaardigheden
- Buggenhout kwam in 2004 in het televisieprogramma "Het Rob-Rapport" van Rob Vanoudenhoven als 'meest gemiddelde Vlaamse gemeente' uit de bus: van alle statistieken over de Vlaamse gemeenten leunde Buggenhout het dichtst bij het gemiddelde. Deze gingen over het aantal vrouwen, mannen, kinderen, cafés per inwoner en dergelijke.
- Professor Theodoor Van Der Waeteren en zijn studenten van de Katholieke Universiteit Leuven berekenden dat het geografisch middelpunt van Vlaanderen op de rand van de deelgemeente Opdorp ligt.[4]
- In Opdorp ligt het drieprovinciënpunt tussen de provincies Oost-Vlaanderen, Antwerpen en Vlaams-Brabant.
- In Buggenhout vond elk jaar het festival 'Buggenhout Beukt' plaats. In 2008 fuseerde Buggenhout Beukt met Avalon-Bike Rock tot Avalon-Buggenhout Beukt ten voordele van het tehuis Avalon. Op 22 en 23 augustus 2014 vond de tiende en laatste editie plaats.
- In de tweede helft van de 20e eeuw kwam de industrie, met als grootste bedrijf Ontex.
- In Buggenhout bevindt zich de brouwerij Bosteels. Hier worden onder andere de bekende bieren Pauwel Kwak, Tripel Karmeliet en DeuS gebrouwen. Ook Brouwerij De Landtsheer, bekend van de Malheur-bieren ligt in Buggenhout.
- Naast bierbrouwerijen heeft Buggenhout ook een eigen jeneverstokerij: die van de familie Thyssen.

### Aangrenzende gemeenten
| Aangrenzende gemeenten | Aangrenzende gemeenten | Aangrenzende gemeenten    | Aangrenzende gemeenten | Aangrenzende gemeenten |
| ---------------------- | ---------------------- | ------------------------- | ---------------------- | ---------------------- |
| Baasrode               |                        | Puurs-Sint-Amands (Antw.) |                        | Malderen (Vl.-Br.)     |
|                        |                        |                           |                        |                        |
| Dendermonde            | Londerzeel (Vl.-Br.)   |                           |                        |                        |
|                        |                        |                           |                        |                        |
| Lebbeke                |                        | Opwijk (Vl.-Br.)          |                        | Merchtem (Vl.-Br.)     |

## Brouwershuis Van Damme

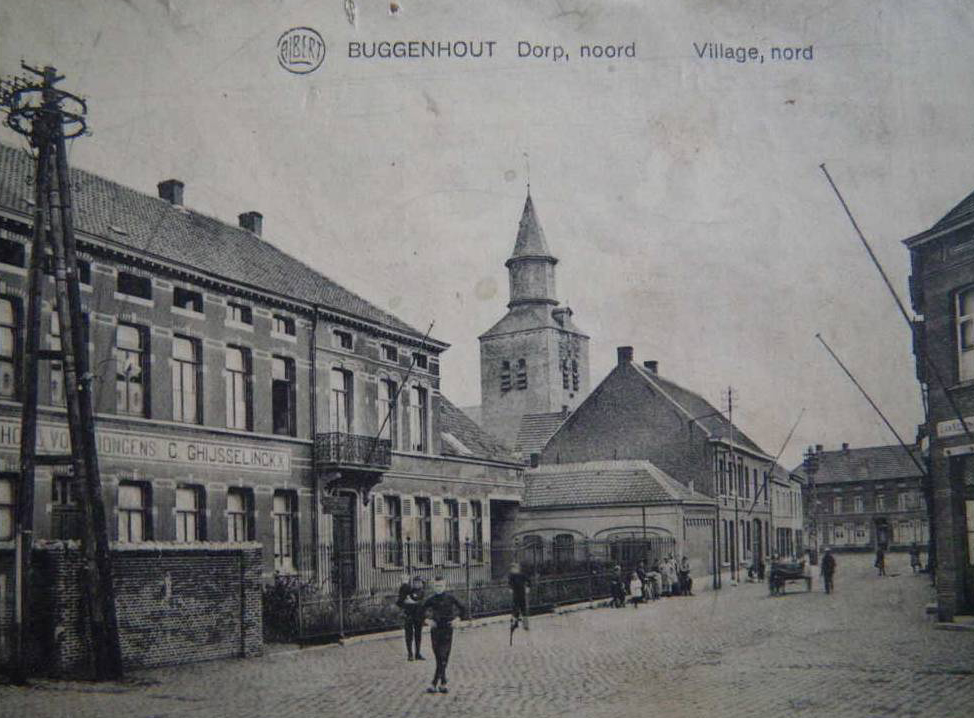
De gebouwen in de jaren 1920.

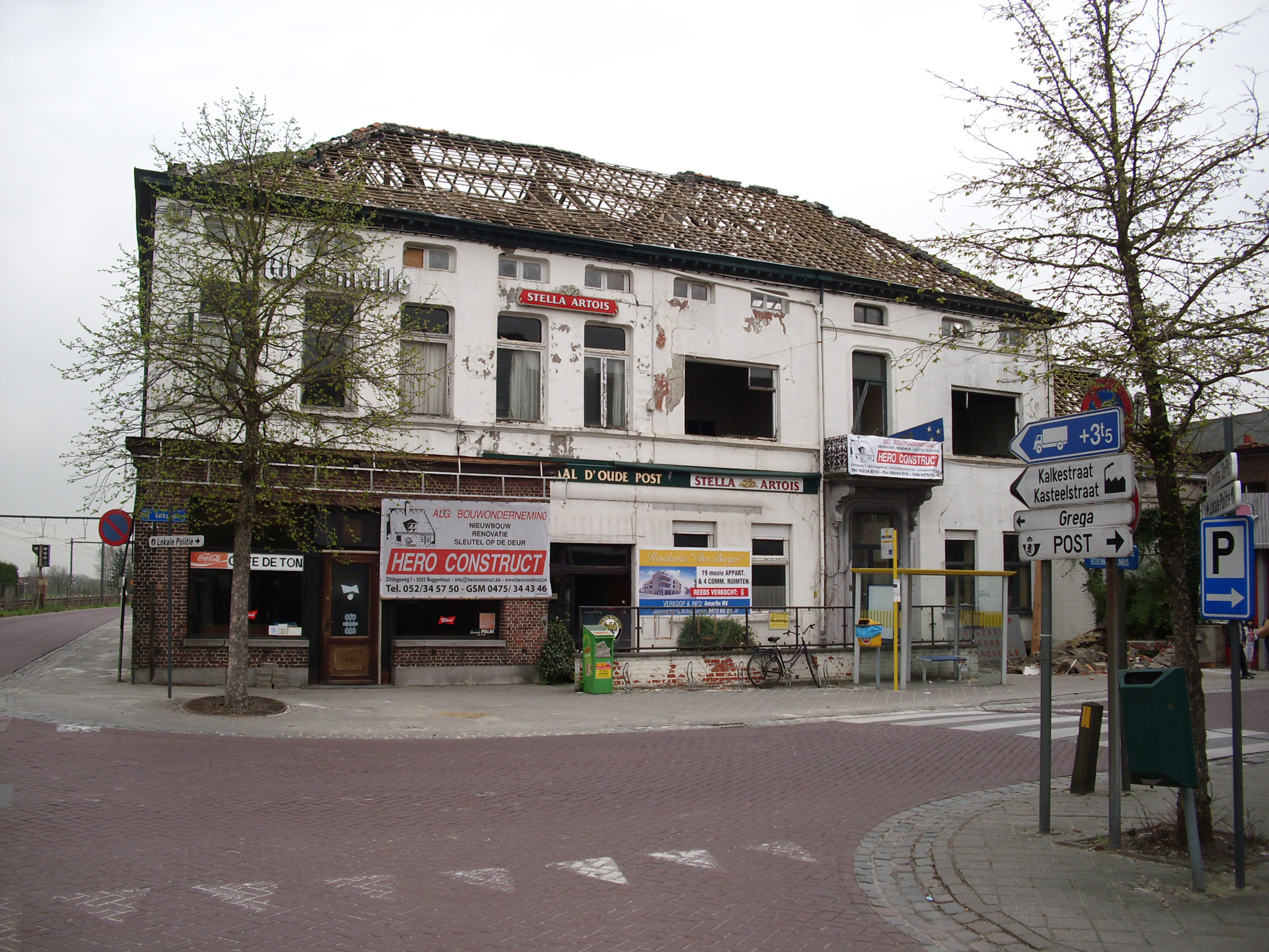
Het gebouw bij de afbraak in 2010.

In 2010 begon men met de afbraak van het gebouwen van Café De Ton, de Feestzaal D'Oude Post en een derde woning. Het oudste gedeelte van het gebouw dateerde van 1878, het werd opgericht door brouwer Julien Van Damme-Kiekens. In de twee linkergedeelten huisde - sinds 1903 - het Gesticht Tanghe of de Kostschool voor jongens A. Tanghe-Van Damme. In 1922 werd het opgevolgd door de Kostschool voor jongens C. Ghijsselinckx, die bleef er tot 1927.
In de rechterzijde huisde vanaf 1883 brouwerij Van Damme-Meert, die er bleef tot in 1938. Daarna werd het een bierdepot en limonadefabriek. In het middengedeelte was enige tijd het postkantoor gevestigd; later Feestzaal d'Oude Post. Het linkse deel werd café De Ton. De laatste eigenaar van het complex was Brouwerij De Landtsheer.
Na de afbraak komt er een nieuwbouw met 3 verdiepingen, 19 appartementen en 4 winkelruimten.

## Politiek
Vroeger werd de politiek in Buggenhout gedomineerd door enkele families die ook sterk betrokken waren bij de lokale nijverheid: Mistiaen (garentwijnders en ook brouwerij Mistiaen), Bosteels (van brouwerij Bosteels) en De Landtsheer (van brouwerij De Landtsheer).

### Lijst van burgemeesters
| Tijdspanne | Tijdspanne   | Burgemeester              |
| ---------- | ------------ | ------------------------- |
|            | 1943 - 1958  | Antoine Bosteels          |
|            | 1958 - 1990  | Adolf De Landtsheer (CVP) |
|            | 1990 - 2000  | Paul Van Malderen (CVP)   |
|            | 2001 - 2018  | Tom Van Herreweghe (NCD)  |
|            | 2019 - 2022  | Pierre Claeys (CD&V)      |
|            | 2023 - heden | Geert Hermans (CD&V)      |

#### Bestuur 2024-2030
Na de gemeenteraadsverkiezingen van 13 oktober 2024 werd een coalitie gevormd tussen CD&V en N-VA. Beide partijen vormen een meerderheid van 16 op 23 zetels. Geert Hermans (CD&V) bleef burgemeester.

### Resultaten gemeenteraadsverkiezingen sinds 1976
| Partij               | Partij                                                | 10-10-1976 | 10-10-1976 | 10-10-1982 | 10-10-1982 | 9-10-1988 | 9-10-1988 | 9-10-1994 | 9-10-1994 | 8-10-2000 | 8-10-2000 | 8-10-2006 | 8-10-2006 | 14-10-2012 | 14-10-2012 | 14-10-2018 | 14-10-2018 | 13-10-2024 | 13-10-2024 |
| Stemmen / Zetels     | Stemmen / Zetels                                      | %          | 23         | %          | 23         | %         | 23        | %         | 23        | %         | 23        | %         | 23        | %          | 23         | %          | 23         | %          | 23         |
| -------------------- | ----------------------------------------------------- | ---------- | ---------- | ---------- | ---------- | --------- | --------- | --------- | --------- | --------- | --------- | --------- | --------- | ---------- | ---------- | ---------- | ---------- | ---------- | ---------- |
|                      | PRO9255C                                              | -          |            | -          |            | -         |           | -         |           | -         |           | -         |           | -          |            | -          |            | 13,4C      | 2          |
|                      | SP1/ GEMBELA/ sp.a-spirit2/ sp.a3/ PRO9255C           | 19,191     | 4          | 42,52A     | 10         | 41,33A    | 10        | 14,851    | 3         | 9,561     | 2         | 12,462    | 2         | 5,253      | 0          | 6,33       | 0          | 13,4C      | 2          |
|                      | PVV1/ GEMBELA/ VLD2/ VLD-VIVANT3/ Open Vld4/ PRO9255C | 10,021     | 1          | 42,52A     | 10         | 41,33A    | 10        | 15,412    | 3         | 10,512    | 2         | 7,843     | 1         | 6,874      | 1          | 8,44       | 1          | 13,4C      | 2          |
|                      | VU1/ GEMBELA/ BAL2/ CD&V-N-VAB/ N-VA3                 | 15,19      | 3          | 42,52A     | 10         | 41,33A    | 10        | 14,352    | 3         | 12,022    | 2         | 28,00B    | 7         | 15,353     | 3          | 22,03      | 5          | 24,53      | 6          |
|                      | CVP1/ CD&V-N-VAB/ CD&V3                               | 55,61      | 15         | 57,481     | 13         | 55,791    | 13        | 49,141    | 14        | 30,31     | 8         | 28,00B    | 7         | 28,343     | 8          | 45,13      | 13         | 40,63      | 10         |
|                      | NCD2                                                  | 55,61      | 15         | 57,481     | 13         | 55,791    | 13        | 49,141    | 14        | 28,772    | 8         | 38,272    | 10        | 36,852     | 10         | -          |            | -          |            |
|                      | Vlaams Blok1/ Vlaams Belang2                          | -          |            | -          |            | 2,881     | 0         | 6,251     | 0         | 7,861     | 1         | 13,432    | 3         | 6,812      | 1          | 18,22      | 4          | 21,52      | 5          |
|                      | Anderen(*)                                            | -          |            | -          |            | -         |           | -         |           | 0,98      | 0         | -         |           | 0,53       | 0          | -          |            | -          |            |
| Totaal stemmen       | Totaal stemmen                                        | 8739       | 8739       | 9552       | 9552       | 9884      | 9884      | 9913      | 9913      | 10279     | 10279     | 10570     | 10570     | 10520      | 10520      | 10721      | 10721      | 7816       | 7816       |
| Opkomst %            | Opkomst %                                             |            |            |            |            | 96,04     | 96,04     | 92,49     | 92,49     | 93,75     | 93,75     | 95,17     | 95,17     | 93,05      | 93,05      | 93,8       | 93,8       | 67,0       | 67,0       |
| Blanco en ongeldig % | Blanco en ongeldig %                                  | 2,81       | 2,81       | 3,69       | 3,69       | 4,02      | 4,02      | 2,04      | 2,04      | 2,84      | 2,84      | 3,49      | 3,49      | 2,22       | 2,22       | 3,4        | 3,4        | 0,7        | 0,7        |

De zetels van de gevormde coalitie staan vetjes afgedrukt. De grootste partij staat in kleur.
De rode cijfers naast de gegevens duiden aan onder welke naam de partijen telkens bij een verkiezing opkwamen.
(*) 2000: VIVANT (0,98%) / 2012: Blik Vooruit (0,53%)

### Politieke mandaten buiten de gemeente
Enkele Buggenhoutenaars namen een politieke functie waar die de gemeente oversteeg. Dit waren onder andere Hilde Bruggeman, gedeputeerde voor Oost-Vlaanderen; Paul Van Malderen, Vlaams parlementslid; Jozef Steps, volksvertegenwoordiger. Ook minister Robert De Man bracht een deel van zijn jeugd in Buggenhout door. In 2019 werd Steven Creyelman verkozen in de Kamer van volksvertegenwoordigers.

## Religie

### Parochies
Het grondgebied van de gemeente telt vier katholieke parochies.
- Buggenhout St.-Niklaas, omvat Buggenhout-centrum, met inbegrepen Hoge Linde, Koude Haard, Brandstraat, omgeving Hopveld, Heuvel, Lentepark.
- Buggenhout St.-Gerardus Majella, omvat de wijk Opstal.
- Opdorp St.-Amandus, omvat de vroegere gemeente Opdorp.
- Baasrode-Briel O.-L.-Vrouw-ten-Hemel-Opgenomen, omvat de Ouden Briel, Mosten, Mandekensstraat.

De eerste drie behoren tot het decanaat Lebbeke, Den Briel behoort tot het decanaat Dendermonde omdat de kerk op Baasroods grondgebied staat.

### Kloosters
Buggenhout heeft één klooster: het klooster van de zusters van Sint-Vincentius a Paulo, gelegen aan de Klooster- en Schoolstraat. Het is een stichting vanuit het klooster van Deinze.
Vroeger waren er wel meer religieuzen actief: dezelfde zusters hadden een bijhuis te Opstal aan de Broekstraat, er waren de zusters van de Heilige Vincentius a Paulo te Opdorp aan de Dries, en de Paters van het Heilig Hart in het kasteel van Opdorp (jongenstehuis Prins Albert). De aanwezigheid van de Zusters Maricolen en de Missiezusters was kortstondig maar is bewaard gebleven in de straatnamen Maricolenweg en Missiestraat.

### Boskapel en andere kapellen
- De Boskapel nam een bijzondere plaats in het religieus leven in.
- De kapel van de Ouden Briel is waarschijnlijk de oudste bidplaats van de streek.[bron?]
- Het klooster van Buggenhout heeft zijn eigen kapel, opgetrokken in neogotiek.
- Wegkappelletjes zijn: Beukenstraatkapel, Weiveldkapel, Zittingswegkapel. Een bekend wegkapelletje is ook het Van Doorens kapelletje.
- Opdorp telt nog vijf kapellen: drie aan de Dries, één aan de Damstraat en de kapel aan Tweehaag. De tweede laatsten werden recent heropgebouwd. De eerste werd omvergereden.

## Geboren
- Michaël Windey s.j., missionaris
- Robert De Man (1900-1978), politicus
- Oscar Schelfhout (1904-1984), kanunnik
- Frans Vanransbeeck (1912-1988), wielrenner
- Alfons Cassimon (1926-?), wielrenner
- Antoon Buys (1926-2014), kunstschilder en dichter
- Hendrik Seghers (1930-?), ondernemer
- Clement De Batselier (1931-?), wielrenner
- Rik Bettens (1933-2008), kunstschilder
- Walter Peeters (1935-), politicus
- Paul Van Malderen (1940-2003), politicus
- Marc Lambert (1958), wielrenner
- Ronny Dierickx (1961), wielrenner
- Ferdi Dierickx (1962), wielrenner
- Hilde Bruggeman (1969), politica
- Jan Bosman (1971), presentator
- Juan Gerlo (1991), acteur, zanger
- Lisa Gerlo (1994), actrice, zangeres

## Nabijgelegen kernen
Briel, Opstal, Peizegem, Malderen, Opdorp